# Угроза из прошлого
«Шерлок Холмс» (англ. Sherlock Holmes; в Великобритании — Sir Arthur Conan Doyle’s Sherlock Holmes; в российском кинопрокате — «Угроза из прошлого») — американский фильм 2010 года производства The Asylum режиссёра Рэйчел Голденберг. Является мокбастером к фильму «Шерлок Холмс» Гая Ричи 2009 года и вольно изложенной историей о Шерлоке Холмсе, персонаже рассказов Артура Конан Дойля. Премьера состоялась 26 января 2010 года в США, 26 апреля в Великобритании на канале SyFy, 20 мая в Германии, 2 июля в Японии, 8 июля в России.

## Сюжет
Фильм начинается в 1940 году (Вторая мировая война) в Лондоне. Доктор Джон Ватсон диктует сиделке историю. Далее действие разворачивается в воспоминаниях доктора Ватсона.
В 1882 году судно казначейства направляется к Англии. Неожиданно из воды появляется гигантский осьминог и топит корабль. На следующее утро инспектор приглашает Шерлока Холмса и доктора Ватсона расследовать это дело. Они посещают больницу, где выживший матрос с судна рассказывает о нападении чудовища. Затем Холмс, Ватсон и инспектор Лестрейд, который последний раз видел покойного Торпи, брата Холмса, следуют к побережью, где Ватсон на страховке спускается вниз к воде, чтобы рассмотреть остатки корабля. Ватсон обнаруживает, что все деньги, которые вёз корабль, куда-то пропали. Позже, вечером, в районе Уайтчепел парень Джон Пол собирается воспользоваться услугами проститутки, но становится жертвой неожиданно появившегося тираннозавра, натёртого фосфором. 
На следующий день Ватсон читает Холмсу вслух статью в газете о происшествии с тираннозавром. Посещая Уайтчепл, герои обнаруживают отпечаток огромной трёхпалой лапы тираннозавра. Увидев, что в кустах шевелится что-то крупное, они пускаются наутёк. Тираннозавр гонится за ними. Герои разделяются, таким образом им удаётся оторваться от динозавра.
Холмс и Ватсон обнаруживают заброшенное здание, где сталкиваются с инспектором Лестрейдом. Лестрейд уходит делать доклад о происшествии, а Холмс обнаруживает, что из строения пропал насос, который подаёт в фонтан воду, и показывает Ватсону обнаруженный им образец резины. Дома Ватсон встречается с мисс Айвори. 
В Уайтчепле герои посещают фабрику по изготовлению медных проводов для телефонов и телеграфов. Холмс уверен, что динозавр скрывается именно здесь. Шерлок Холмс объясняет, что проволока отлично проводит электричество. В одном из отделений фабрики Холмс и Ватсон снова сталкиваются с тираннозавром. Ранив Холмса, тираннозавр исчезает.
На следующий день Холмс говорит Лестрейду, что знает, что Лейстрейд следит за ними. Холмс выяснил это благодаря обнаруженному образцу резины с обуви Лестрейда. Далее герои втроём посещают фабрику и благодаря её хозяину выясняют, что фабрика выполняла заказ на поставку проволоки в обмен на ямайское золото, находившееся на казначейском корабле. Холмс объясняет Ватсону, что кто-то, управляя осьминогом, украл деньги с корабля, чтобы создать динозавра, который украл насос. Тем временем тираннозавр пробирается на фабрику и убивает её заведующего.
Герои проникают в замок, где находят механических существ, которых Торпи сделал вместе с Айвори, которая оказывается его любовницей. Это существо для воды — осьминог, существо для земли — тираннозавр, и человек. Шерлок недоумевает: где существо для воздуха? Выясняется, что механический человек — Торпи, брат Холмса, пересадивший в робота свою нервную систему. Он взял в плен Лестрейда и называет Холмса Робертом. Связав Ватсона, и думая, что он избавился от Холмса, Торпи посылает Айвори с бомбой подорвать Букингемский дворец. Затем он вместе с Лестрейдом садится в созданного им механического дракона и направляет его разрушить Лондон. Холмс летит на обнаруженном в лаборатории замка летательном аппарате в Лондон, чтобы остановить дракона. Ватсон верхом на лошади достигает Лондона и пытается остановить Айвори, но она оказывается пуленепробиваемым роботом. Ватсону удаётся её победить, а Холмс расправляется с Торпи. Лестрейд получает награду от королевы в благодарность за спасение её жизни. Холмс рассказывает Ватсону о том, что его имя при рождении было Роберт Шерлок Холмс.
Когда флэшбэк заканчивается, сиделка спрашивает Ватсона: «А в этой истории есть доля правды?» Но Ватсон уже мёртв. Позже она навещает могилы Холмса и Ватсона на кладбище. Фильм заканчивается на том, что на кладбище она встречает совсем не изменившуюся с 1882 года Айвори, которая пришла на могилу Торпи.